# Мякотных, Юрий Николаевич
Юрий Николаевич Мякотных (10 сентября 1937 — февраль 1996) — советский, российский дипломат. Чрезвычайный и полномочный посол (8 августа 1990).

## Биография
Окончил Московский государственный институт международных отношений (МГИМО) МИД СССР (1960) и факультет повышения квалификации при Дипломатической академии МИД СССР. На дипломатической работе с 1960 года.
- В 1960—1963 годах — переводчик, атташе Посольства СССР в Республике Конго.
- В 1963—1969 годах — атташе, третий секретарь Второго Африканского отдела МИД СССР.
- В 1970 году — второй секретарь Отдела печати МИД СССР.
- В 1970—1974 годах — второй секретарь, первый секретарь, помощник заведующего отделом, заведующий сектором Отдела Юго-Восточной Азии МИД СССР.
- В 1974—1977 годах — советник Посольства СССР в Малайзии.
- В 1977—1983 годах — заведующий сектором, заместитель заведующего Отделом Юго-Восточной Азии МИД СССР.
- В 1983—1988 годах — советник-посланник Посольства СССР во Вьетнаме.
- В 1988—1990 годах — заместитель начальника—заведующий отделом управления, заместитель начальника Управления социалистических стран Азии МИД СССР.
- С 8 августа 1990 по 23 августа 1994 года был чрезвычайным и полномочным послом СССР, затем (с 1991) Российской Федерации в Королевстве Камбоджа[2][3].
- В 1994—1996 годах — сотрудник Сил ООН по охране (СООНО) в Загребе (Хорватия).

Погиб в автокатастрофе в Хорватии в феврале 1996 года. Похоронен на Троекуровском кладбище города Москвы рядом с супругой, участок № 3.

## Награды
- Орден Мужества (29 февраля 1996, посмертно) — За большой вклад в реализацию российской внешней политики, образцовое исполнение служебного долга[6].
- Орден «Знак Почёта» (1987).
- Медаль «За трудовое отличие» (1981).